# Stenbrohults naturreservat
Stenbrohults naturreservat är även ett naturreservat i Älmhults kommun i Kronobergs län.
Reservatet är skyddat sedan 2009 och omfattar 44 hektar. Det är beläget nära sjön Möckelns östra sida, nära Stenbrohult och Stenbrohults kyrka. Området utgörs av ängs- och betesmarker, före detta åkrar, ädellövskog, annan lövskog och barrskog.